# Frommhold Nikolai von Rosenbach

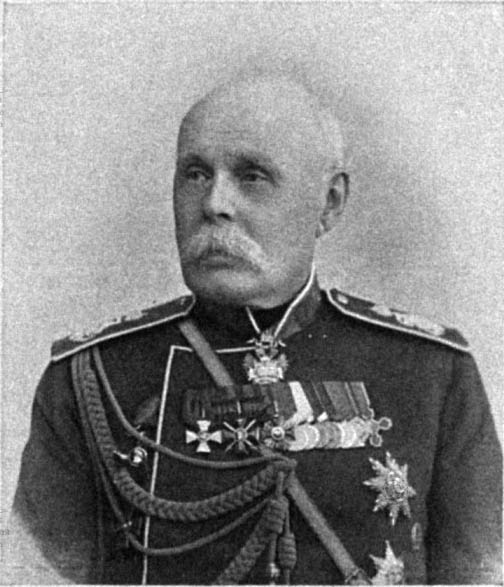
Frommhold Nikolai von Rosenbach

Frommhold Nikolai von Rosenbach (12. Juni 1836 in Püssi – 5. Mai 1901 in St. Petersburg) war ein russischer Offizier deutsch-baltischer Abstammung, von 1884 bis 1889 fungierte er als Generalgouverneur von Turkestan.

## Leben
Er wurde am 12. (24.) Juni 1836 auf dem Landgut Neu-Isenhof, Stadtteil Wesenberg in Estland geboren. Seine Grundausbildung erhielt als Junker an der Schule der Gardekavallerie in St. Petersburg, woraufhin er am 17. Juni 1854 zum Fähnrich befördert und dem Preobraschenski-Leibgarde-Regiment zugeteilt. Am 8. September 1856 wurde er Leutnant, am 15. April 1856 trat er in das 1. Gardebataillon der Leibgarde ein und am 10. April 1859 erhielt er den Rang eines Hauptmanns. Am 4. April 1865 wurde er zum Oberst befördert. Vom 30. August 1867 bis zum 17. September 1870 befehligte er das 1. Jekaterinoslawer Grenadier Regiment, im Jahre 1877 das Leibgarde Pawlowski Regiment. Am 19. März 1877 wurde er zum Chef der 2. Brigade der 2. Garde-Division ernannt und am 30. August 1877 zum Generalmajor befördert.
Während des Russisch-Türkischen Krieges von 1877–1878 überquerte Rosenbach mit seiner Brigade die Donau bei Zimnicea und kämpfte dann vor Plewen in der Division des rumänischen Prinzen Karl. Am 11. April erhielt er für die Überquerung der Donau einen goldenen Ehrensäbel mit der Aufschrift „Für besonderen Mut“. Dann befehligte Rosenbach die linke Kolonne der Avantgarde des Generals Gurko und nahm am 24. Oktober an der Erstürmung des Berges Gorni Dubnjak teil. Während des Sturms wurde Rosenbach durch eine Kugel durch den Bauch und am Rücken schwer verletzt. Am 26. August 1877 erhielt er den Orden des Heiligen Georg 4. Klasse. Am 7. August 1878 wurde Rosenbach zum Generalstabschef des Gardekorps ernannt, am 11. Januar 1881 wurde er zum Generalleutnant befördert und zum Kommandanten des Petersburger Militärdistrikts ernannt. Am 21. Februar 1884 wurde Rosenbach zum Gouverneur von Turkestan berufen und gleichzeitig zum Befehlshaber des Militärbezirks Turkestan ernannt. In seiner Zeit wurde die Transkaspische Eisenbahn von Samarkand nach Taschkent erweitert. Rosenbach organisierte zahlreiche wissenschaftliche Expeditionen ins Tienshan-Gebirge und in den Pamir und war Befürworter der frühen Besetzung des Pamir-Gebirges durch russische Truppen. Am 28. Oktober 1889 wurde Rosenbach vom Posten des Generalgouverneurs von Turkestan entlassen und zum Mitglied des Militärrates ernannt, wo er in der Verwaltungskommission für die Wiederbewaffnung der Armee diente. Am 21. November 1891 wurde er Mitglied des Staatsrates. Er war Mitglied des Ausschusses für den Dienst der Beamten des öffentlichen Dienstes. Am 6. Dezember 1895 wurde Rosenbach zum General der Infanterie befördert. Er starb am 5. Mai 1901 in St. Petersburg und wurde auf dem Friedhof des Nowodewitschi-Klosters bestattet.

## Auszeichnungen
- Orden des Heiligen Alexander Newski
- Kaiserlich-Königlicher Orden vom Weißen Adler